# The Sherlock Holmes Girl
The Sherlock Holmes Girl è un cortometraggio muto del 1914 diretto da Charles H. France. Prodotto dalla Edison Company, aveva come interprete Bliss Milford, autrice anche della sceneggiatura del film.

## Trama
Sally, donna tutto fare del Palace Hotel, fa arrestare per un equivoco uno degli ospiti. Tuttavia, si scoprirà che l'uomo è veramente un ladro e Sally potrà intascare la ricompensa per la sua cattura.

## Produzione
Il film fu prodotto dalla Edison Company.

## Distribuzione
Distribuito dalla General Film Company, il film - un cortometraggio di 180 metri - uscì nelle sale cinematografiche degli Stati Uniti il 7 gennaio 1914. Nelle proiezioni, veniva programmato con il sistema dello split reel, accorpato in un'unica bobina con un altro cortometraggio prodotto dalla Edison, il documentario African Sea Birds.